# Myrcia caracasana
Myrcia caracasana là một loài thực vật có hoa trong Họ Đào kim nương. Loài này được (O.Berg) Klotzsch ex O.Berg mô tả khoa học đầu tiên năm 1855.